# Fosse no 3 - 15 des mines de Courrières
La fosse no 3 - 15 dite Charles Boca ou fosse de Méricourt de la Compagnie des mines de Courrières est un ancien charbonnage du bassin minier du Nord-Pas-de-Calais, situé à Méricourt. La fosse no 3 est commencée en août 1858, deux ans après la mise en service de la fosse no 2, et entre en exploitation en 1860 ou 1861. Son ouverture permet à la compagnie d'augmenter sensiblement la production, l'écoulement des produits est facilité par l'ouverture de la ligne de Lens à Ostricourt qui passe au sud de la fosse. Des cités sont établies à proximité de la fosse. Le puits no 15 est commencé en 1905 ou 1906. La catastrophe de Courrières se produit le 10 mars 1906. Sur 666 mineurs descendus, 507 sont manquants. La fosse est détruite durant la Première Guerre mondiale.
La Compagnie des mines de Courrières est nationalisée en 1946, et intègre le Groupe d'Hénin-Liétard. La fosse no 3 - 15 est modernisée à partir de 1953. La fosse no 4 - 11 est concentrée en 1954, et ferme. En 1963, un projet vise à construire sur le site un troisième puits doté d'une tour d'extraction, mais il est abandonné. Les fosses nos 6 - 14 et 5 - 12 sont respectivement concentrées en 1965 et 1969. Les puits nos 3 et 15 sont ravalés à 750 mètres en 1970. L'année suivante, le puits no 15 est modernisé et doté du chevalement du puits no 6 bis de la fosse no 6 - 6 bis des mines de Liévin, ainsi que de sa machine d'extraction. La fosse cesse d'extraire jusqu'en 1983, date à laquelle la fosse no 4 - 5 des mines de Drocourt reprend l'exploitation. Le puits no 15 est alors remblayé, le puits no 3 l'est cinq ans plus tard à la fermeture de la fosse no 4 - 5. C'est également en 1988 que sont détruits les chevalements.
Au début du XXIe siècle, Charbonnages de France matérialise les têtes des puits nos 3 et 15, et installe un exutoire de grisou sur le puits no 3. Quelques bâtiments ont été conservés et reconvertis. Les cités ont été essentiellement rénovées.

## La fosse

### Fonçage
La fosse no 3 dite fosse de Méricourt est commencée en août 1858 à 250 mètres au sud de la route nationale no 43, de Lens à Douai, et à 1 850 mètres à l'ouest du clocher de Billy. Le puits est entrepris à l'altitude de 38,22 mètres. Son diamètre utile est de quatre mètres. Le cuvelage est de forme icosagonale,.
La tête des eaux est atteinte à la profondeur de onze mètres. Le niveau d'eau a été passé à l'aide de deux pompes de 60 centimètres de diamètre. La venue d'eau maximale a été de 8 500 m3 par 24 heures, ou de cent hectolitres par minute. Une crevasse verticale s'étendant sur une grande partie du puits gênait le picotage. Le terrain houiller est atteint à la profondeur de 149,02 mètres,. La ligne de Lens à Ostricourt est construite au sud de la fosse pendant son fonçage.

### Exploitation
L'exploitation commence en 1860 ou 1861. La fosse exploite le même faisceau de veines que la fosse no 2, sise à 1 278 mètres à l'est. La houille tient de 34 à 40 % de matières volatiles. La fosse contribue à augmenter sensiblement la production.
Dans les années 1890, le puits est profond de 351,58 mètres. Les accrochages sont établis aux profondeurs de 209, 231, 253, 280, 303 et 326 mètres, mais seuls les deux derniers sont exploités.
Le puits no 15 est commencé en 1905 ou 1906, à 75 mètres à l'est du puits no 3. Alors qu'il est en cours de fonçage, la catastrophe de Courrières survient le samedi 10 mars 1906. Sur 666 mineurs descendus, 507 manquent à l'appel, de plus, la cage ne fonctionne plus. Les funérailles ont lieu le 13 mars. La grève se propage ensuite dans tout le bassin minier à l'exception de la Compagnie des mines de Bruay. La fosse est détruite durant la Première Guerre mondiale.
La Compagnie des mines de Courrières est nationalisée en 1946, et intègre le Groupe d'Hénin-Liétard. L'extraction et le service sont assurés par les deux puits, mais le puits no 3 est retour d'air alors que le puits no 15 est entrée d'air.

### Siège de concentration
La modernisation de la fosse no 3 - 15 débute en 1953, dans le but qu'elle devienne un siège de concentration. Le puits no 15 est doté de berlines de 600 litres alors que le puits no 3 est équipé de berlines de 3 000 litres. La fosse no 4 - 11 est concentrée sur la fosse no 3 - 15 en 1954, et ferme. Il est envisagé par les ingénieurs en 1963 de doter la fosse d'un troisième puits équipé d'une tour d'extraction similaires à celles des fosses nos 11 - 19, 10 et Barrois, mais le projet est annulé.
Les fosses nos 6 - 14 et 5 - 12 sont respectivement concentrées sur la fosse no 3 - 15 en 1965 et 1969. Les puits sont ravalés à 750 mètres en 1970. La recette et le chevalement du puits no 15 sont détruits en 1971 et le chevalement du puits no 6 bis de la fosse no 6 - 6 bis des mines de Liévin surmonte le puits no 15. Sa machine d'extraction de 4 250 chevaux est installée au sud du puits, l'ancienne étant située à l'est. Ces nouvelles installations sont fonctionnelles à partir de septembre 1972. Des skips équipent le puits no 15 et peuvent remonter 5 000 tonnes par jour. Le service est également assuré par la fosse no 5 - 12, alors que l'aérage est assuré par la fosse no 2 des mines de Drocourt, et par le puits no 6 de la fosse no 6 - 14, le puits no 14 ayant été remblayé en 1973.
La fosse cesse d'extraire en 1983, date à laquelle la fosse no 4 - 5 des mines de Drocourt reprend l'exploitation. Le puits no 15, profond de 840 mètres, est remblayé, alors que le puits no 3 assure encore le service de la fosse no 4 - 5 jusqu'à sa fermeture en 1988, date à laquelle ses 757 mètres sont remblayés. Les chevalements sont détruits en 1988.

### Reconversion
Au début du XXIe siècle, Charbonnages de France matérialise les têtes des puits nos 3 et 15, et installe un exutoire de grisou sur le puits no 3. Le BRGM y effectue des inspections chaque année. Les seuls vestiges de la fosse sont les bureaux, les garages, le magasin, le poste électrique ainsi qu'une partie des vestiaires.

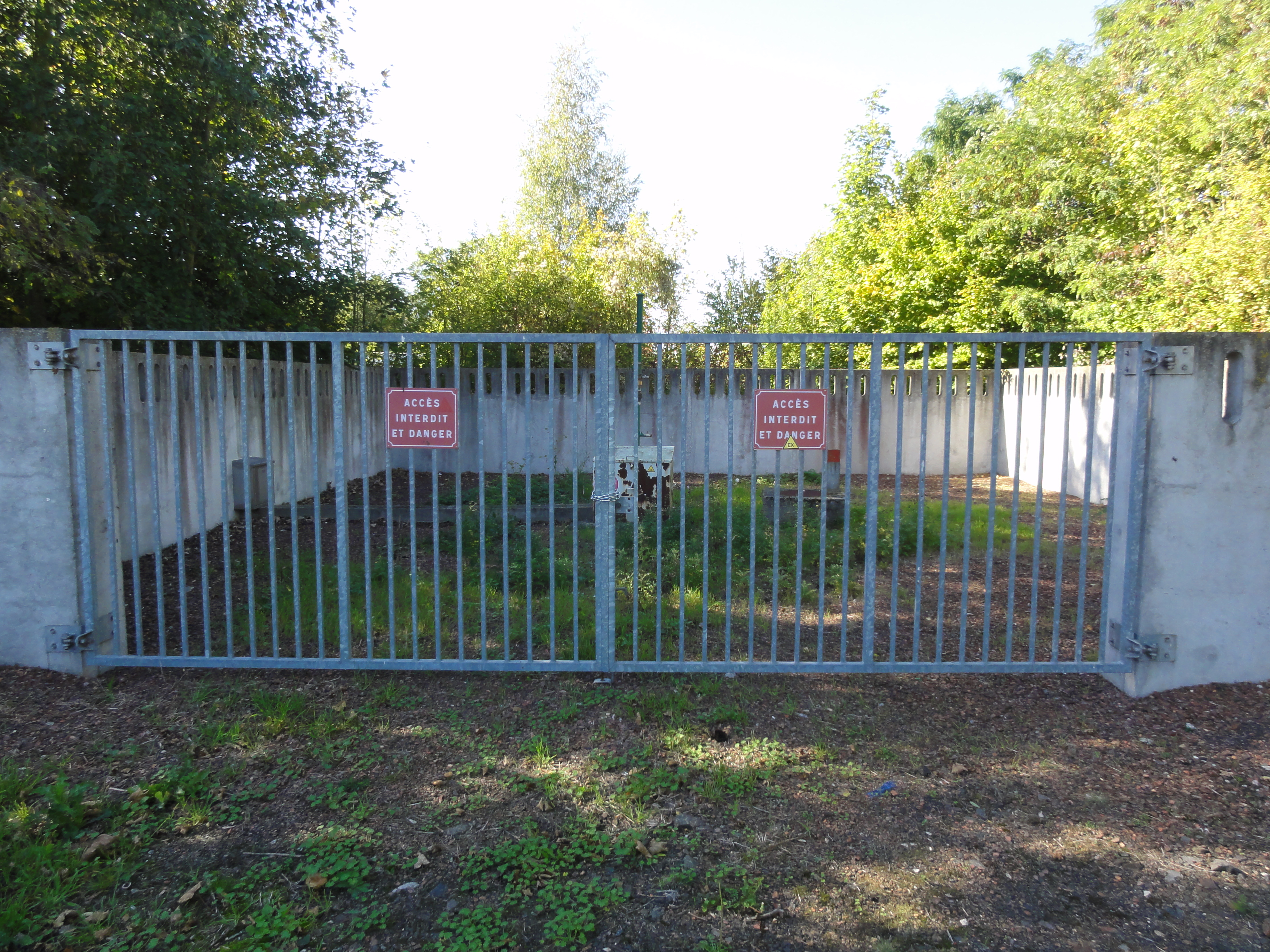
L'exutoire de grisou mis en place sur le puits no 3.
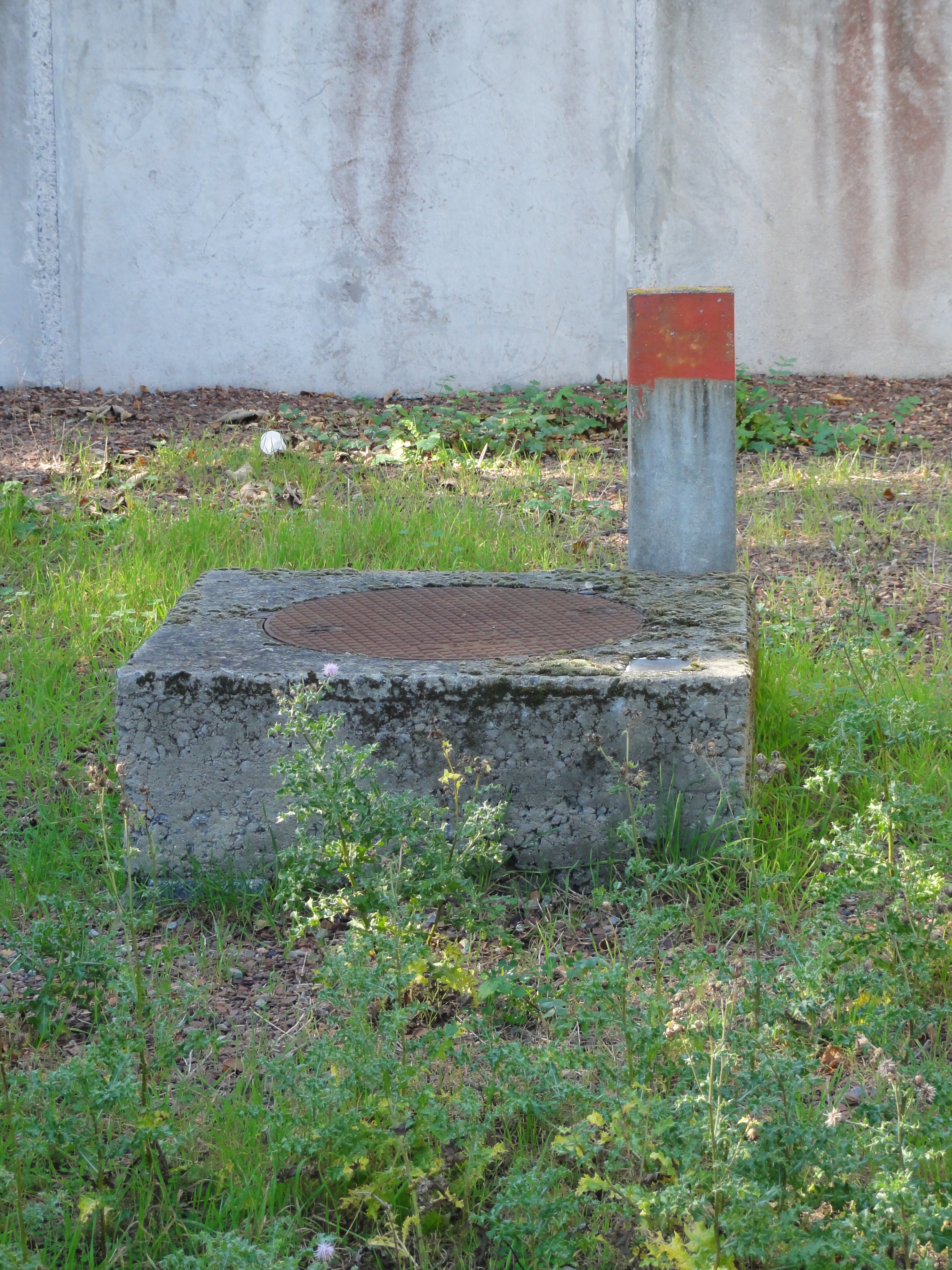
La tête de puits matérialisée no 3.
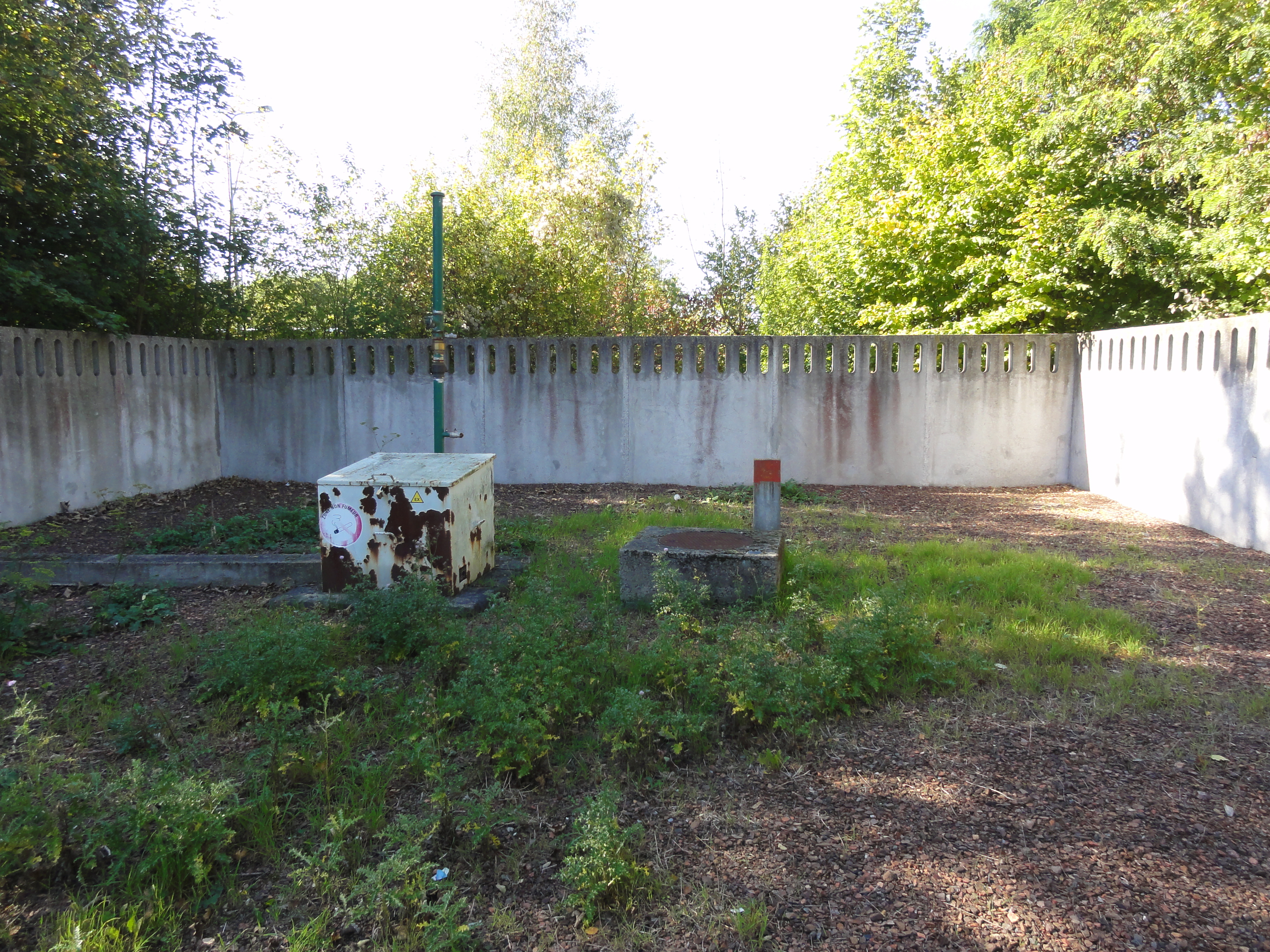
Le puits no 3 et son exutoire de grisou.
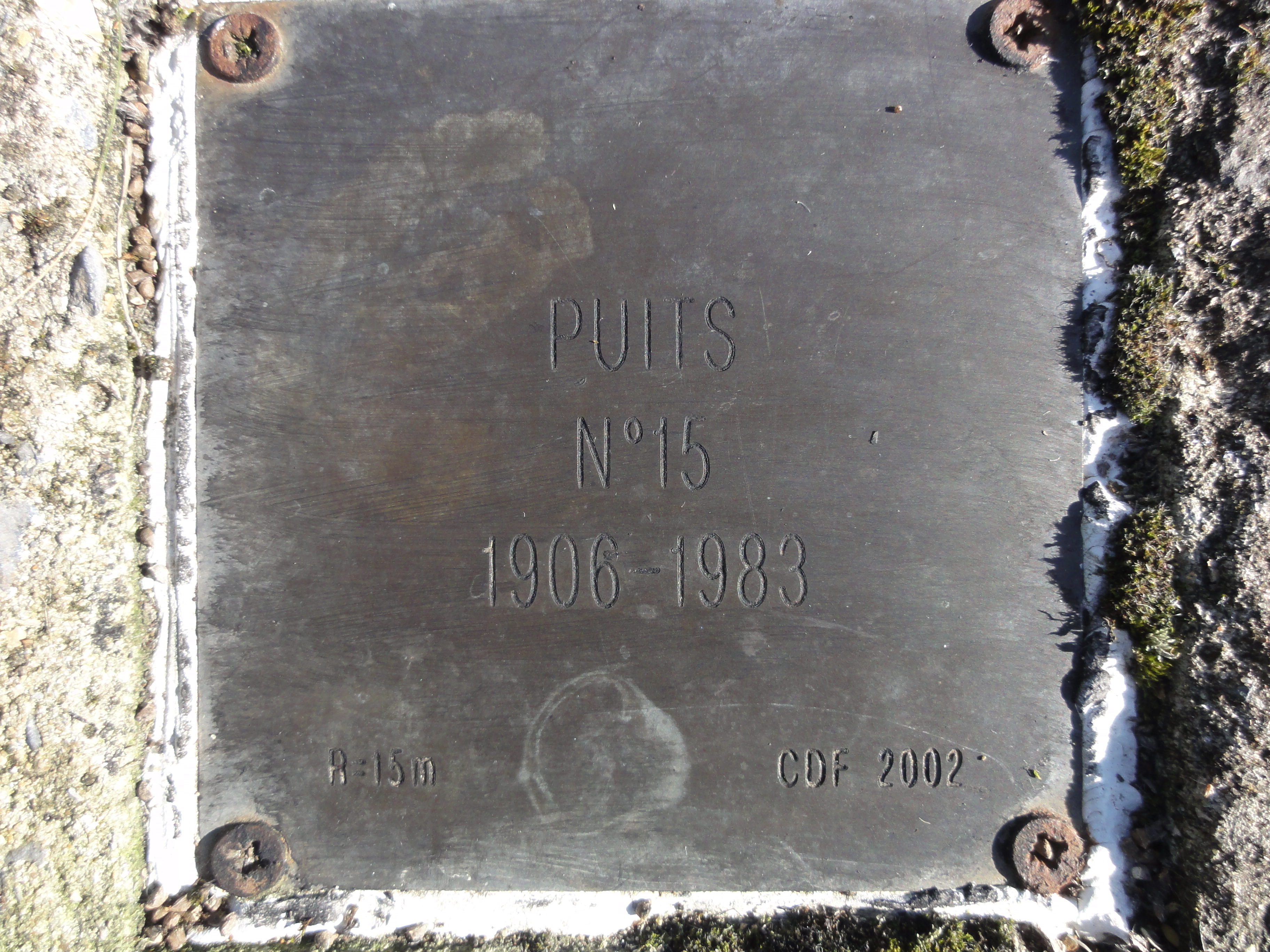
Puits no 15, 1906 - 1983.
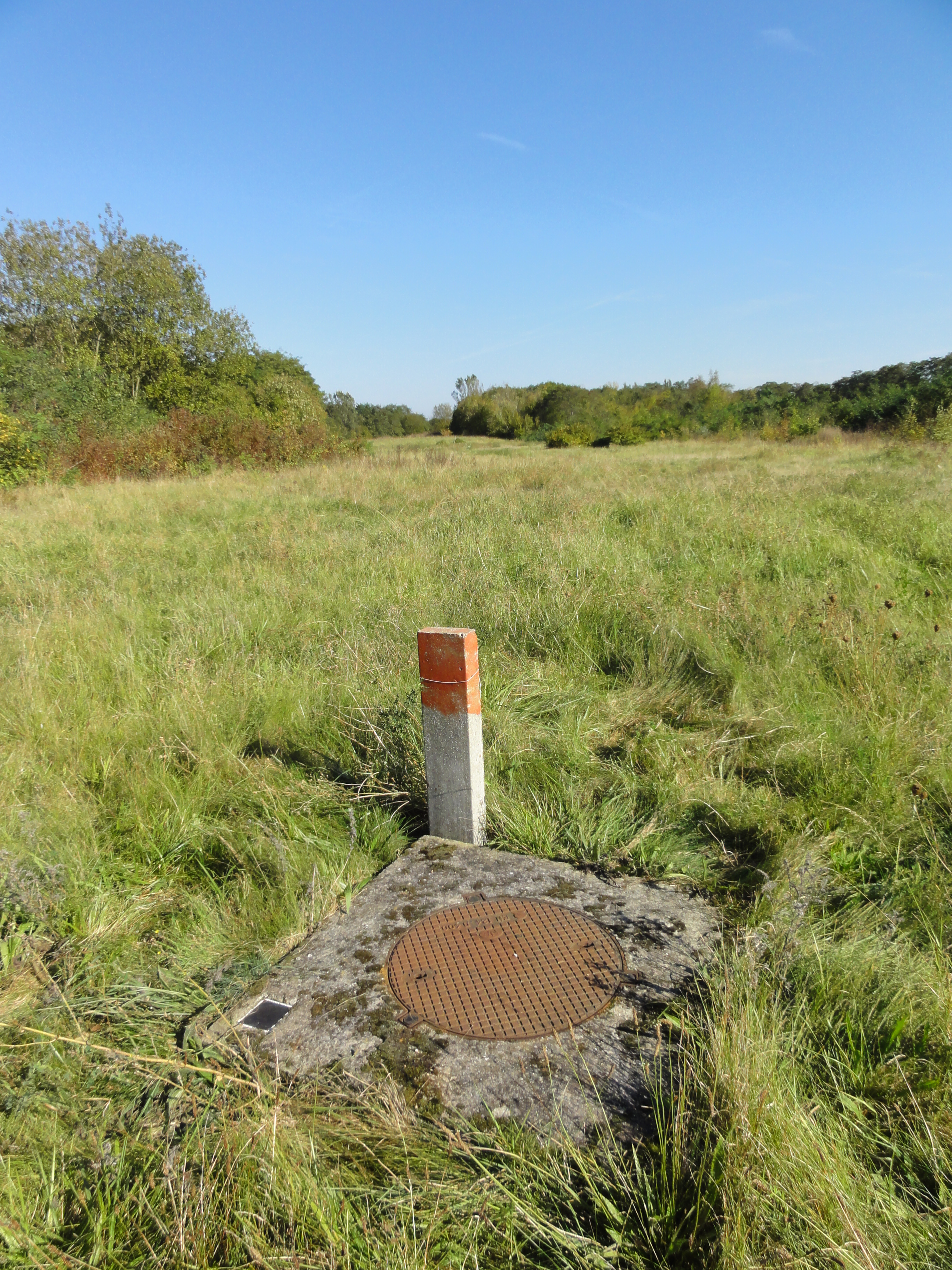
Le puits no 15 dans son environnement.
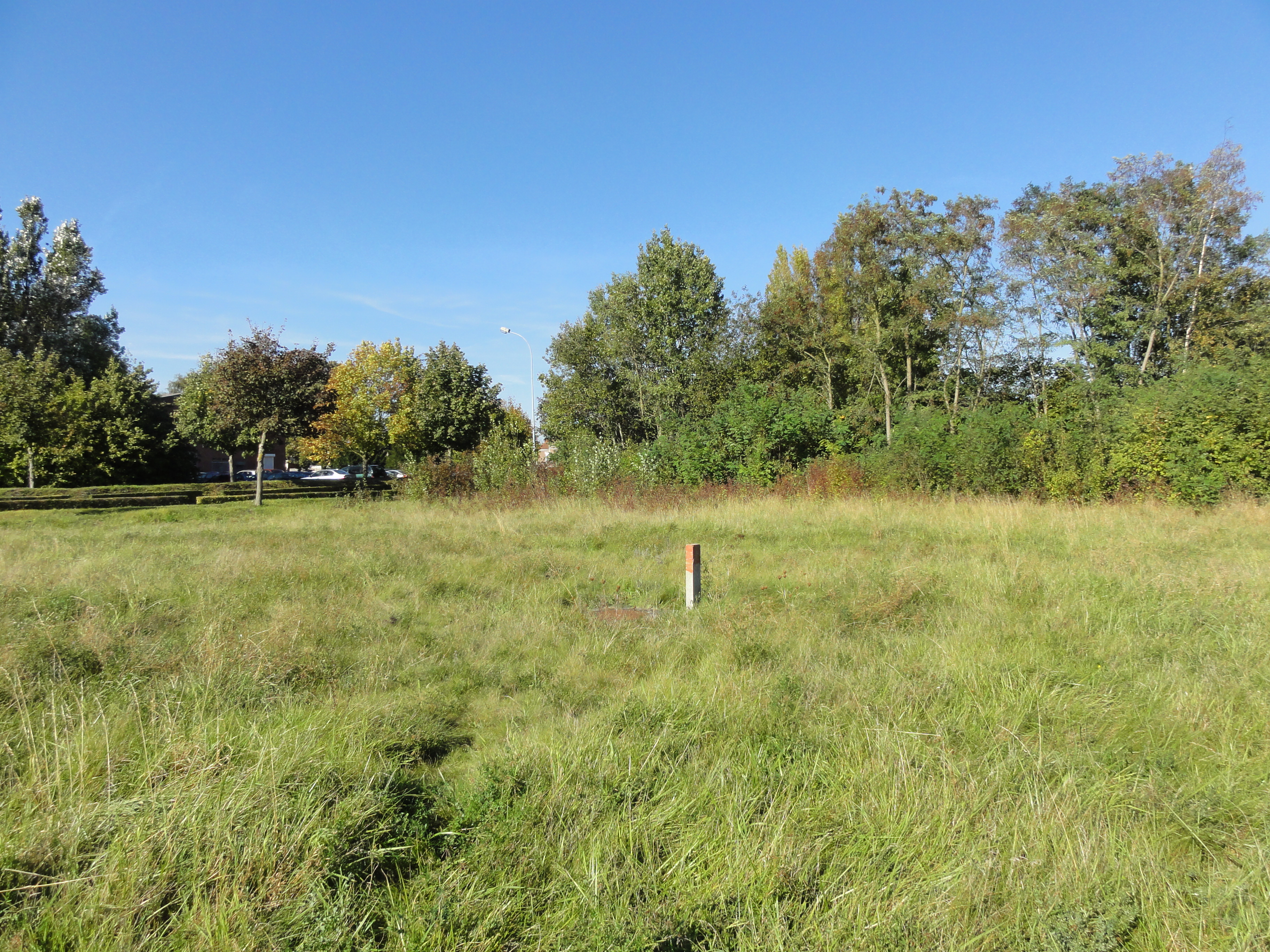
Le puits no 15 dans son environnement.

## Les cités
Des cités ont été bâties à proximité de la fosse, sur les territoires des communes de Billy-Montigny, Méricourt et Sallaumines.

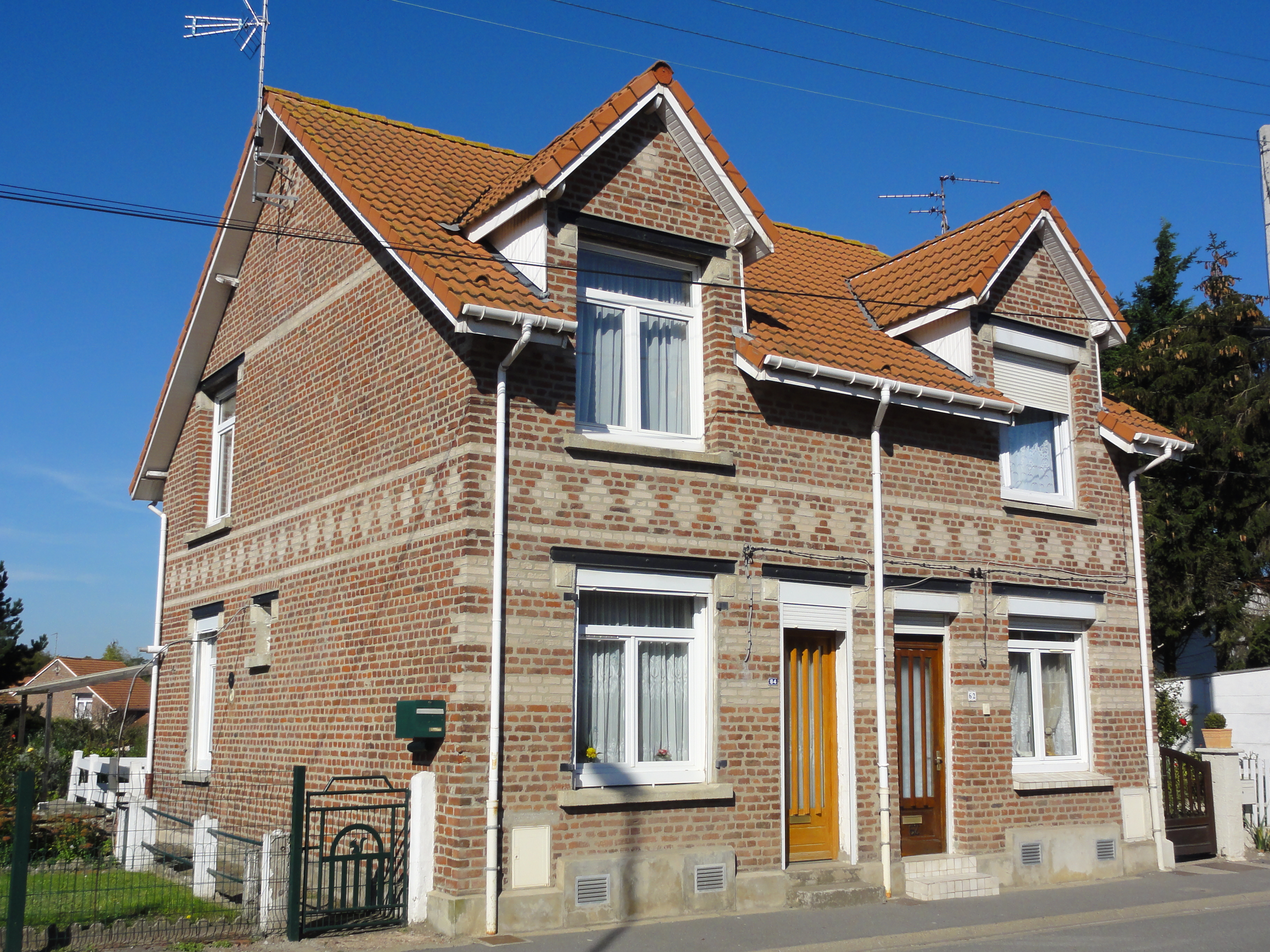
Des habitations groupées par deux.
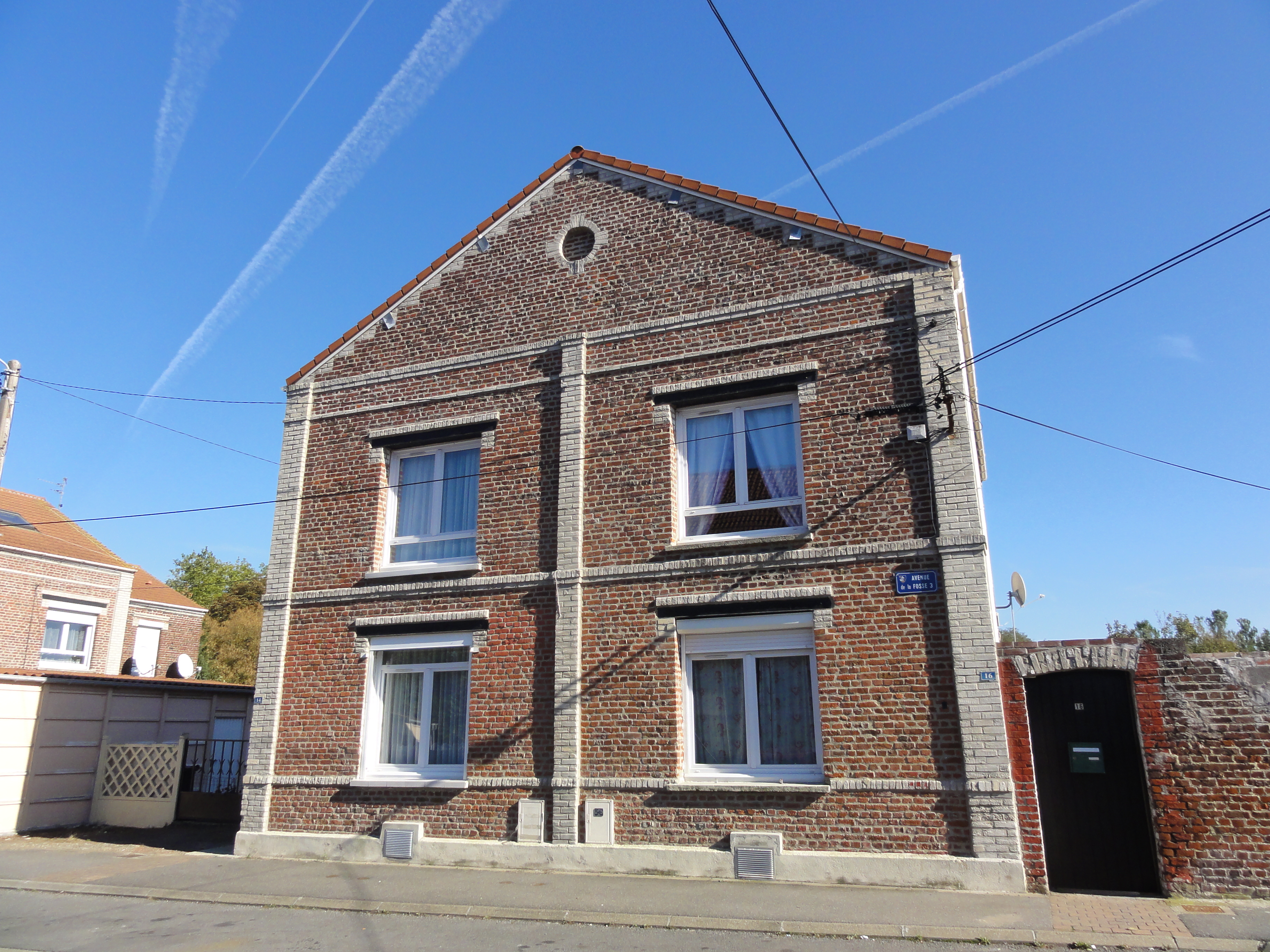
Des habitations groupées par deux.
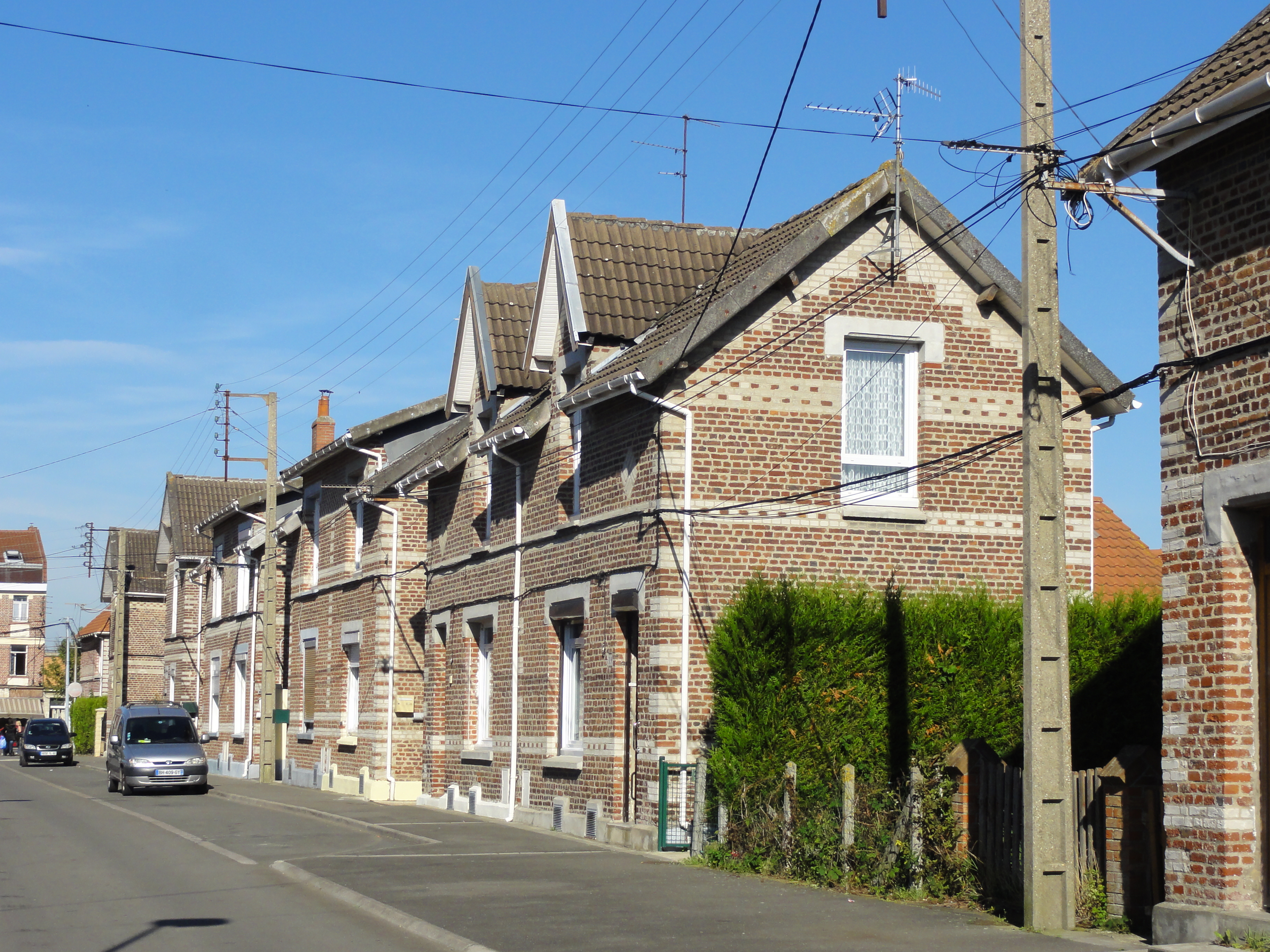
Des habitations groupées par deux.
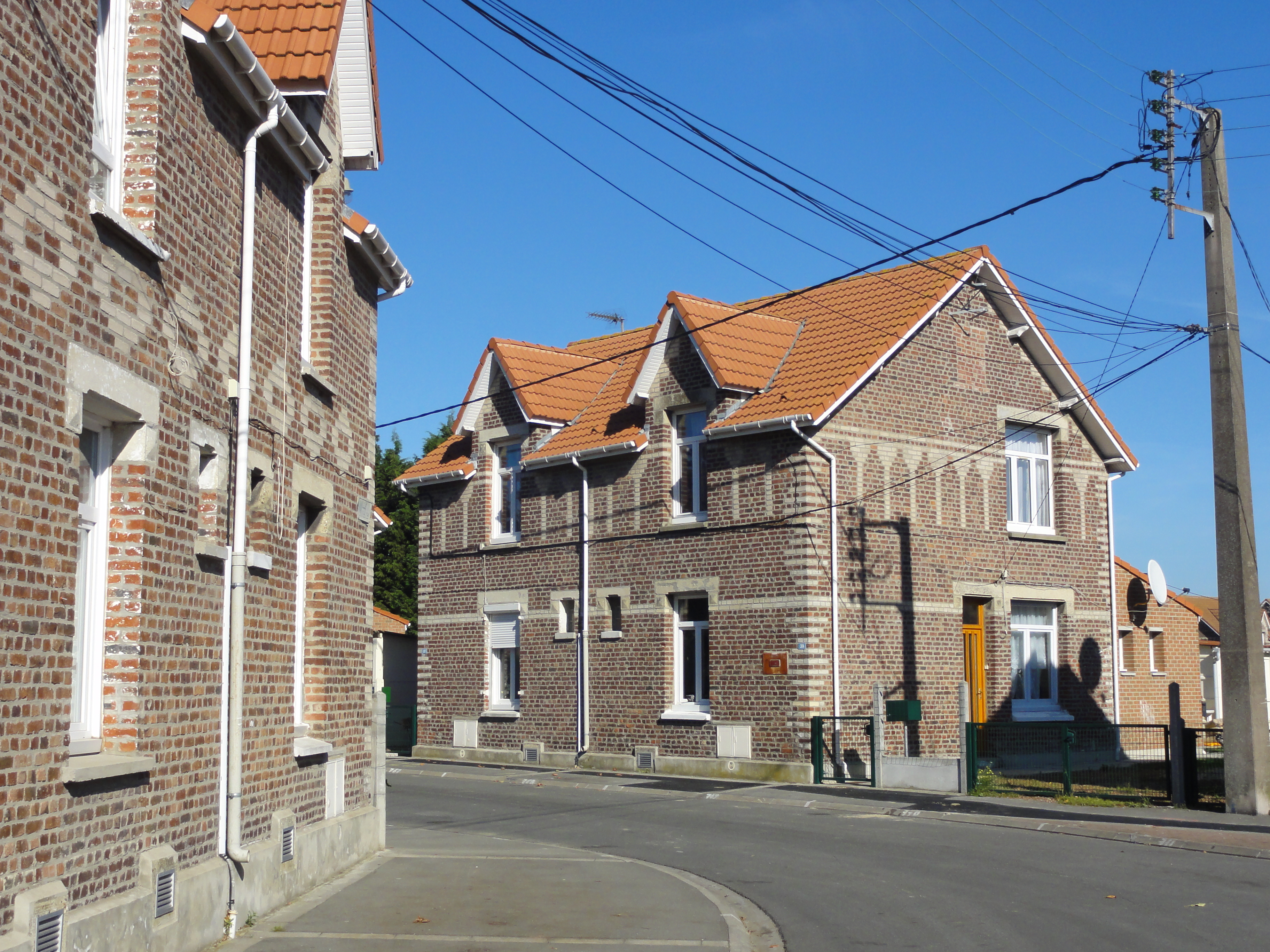
Des habitations groupées par deux.
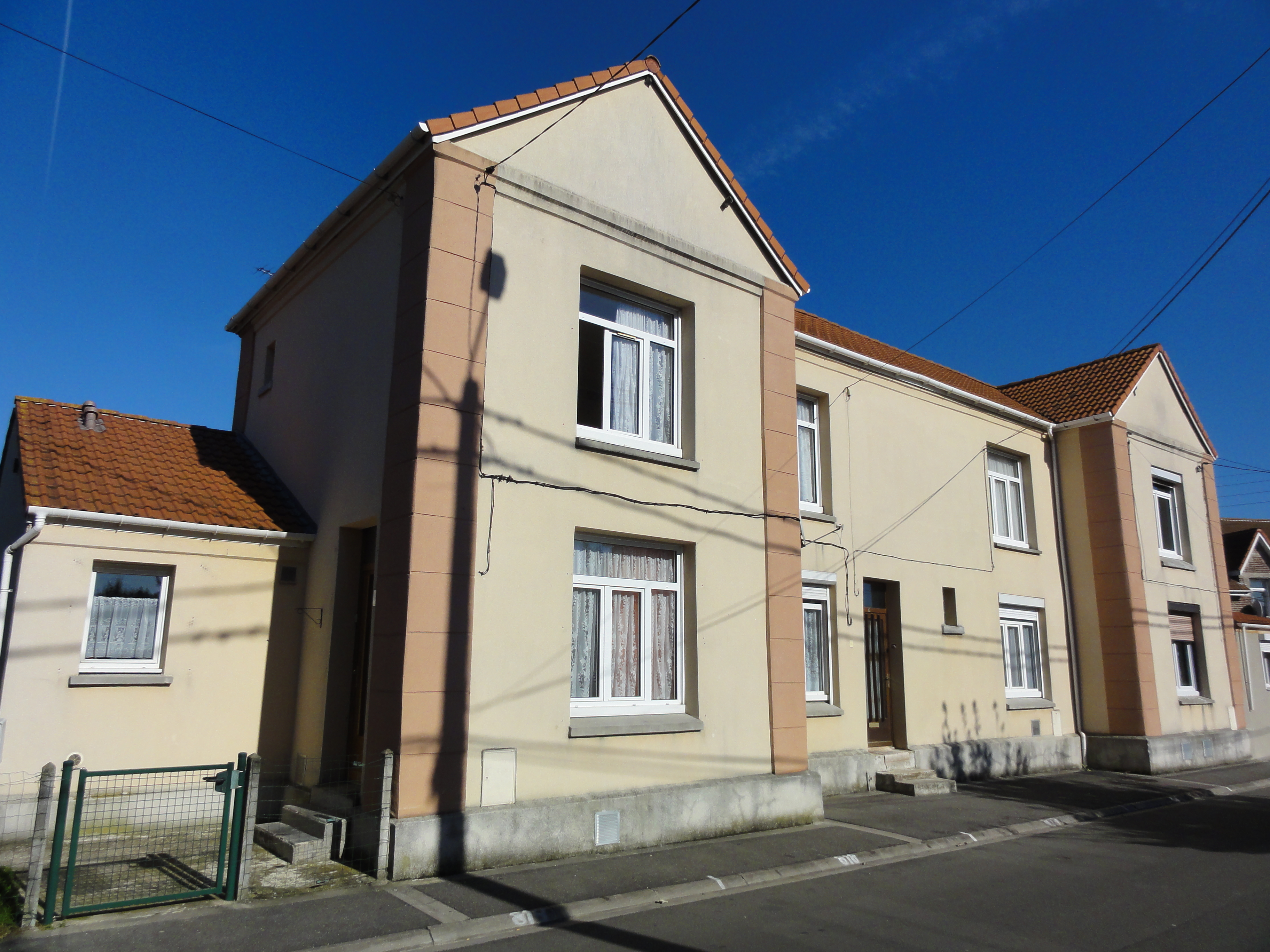
Des habitations groupées par deux.
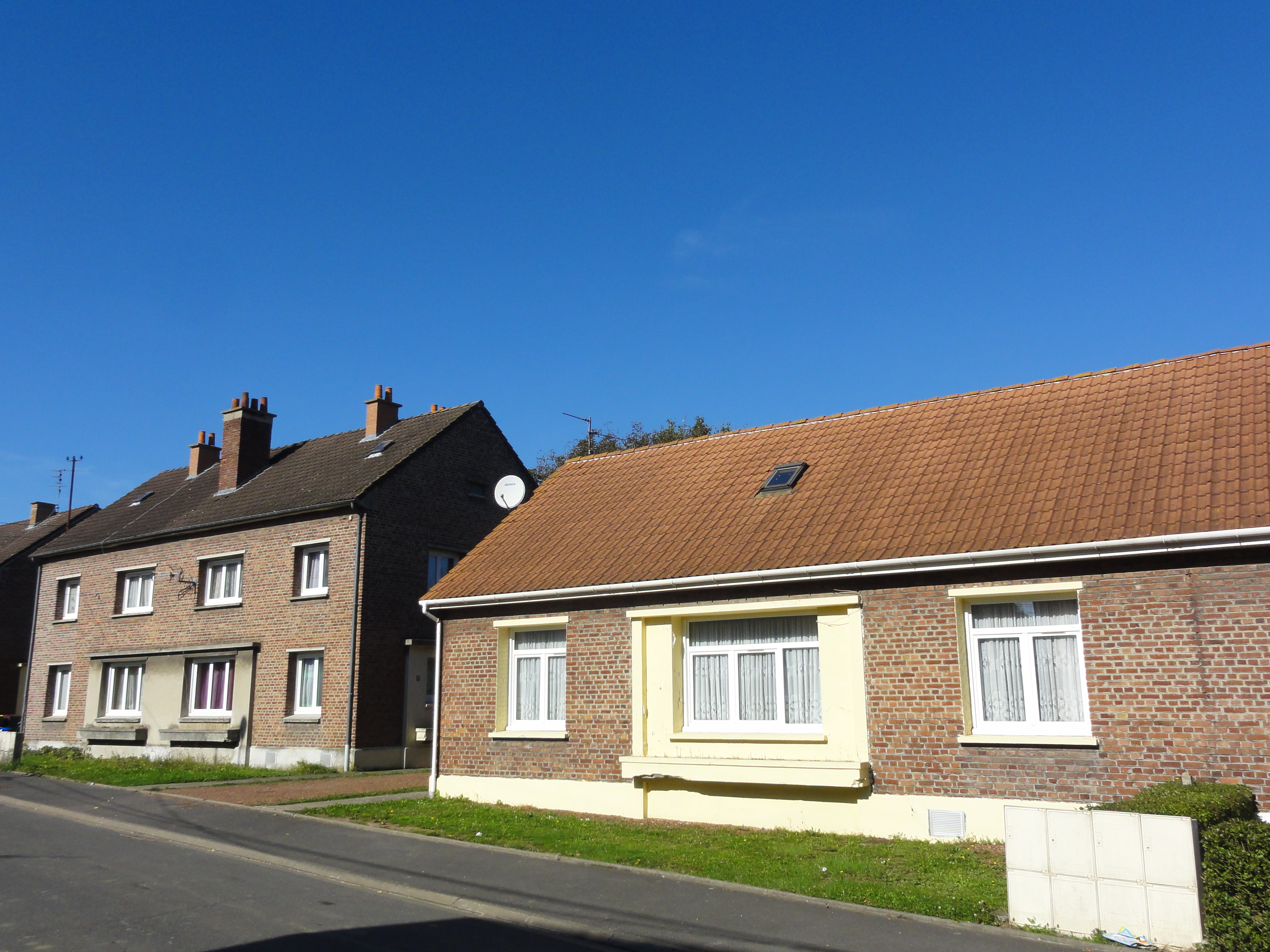
Des habitations post-Nationalisation.